# Tatort: Marion
Marion ist eine Folge der Fernsehkrimireihe Tatort aus dem Jahr 1992. Der Film wurde vom Schweizer Fernsehen unter der Regie von Bruno Kaspar produziert und ist die dritte Folge des Schweizer Fernsehens überhaupt. Es handelt sich um Tatortfolge 264 und sie wurde am 11. Oktober 1992 erstmals ausgestrahlt.
Reto Carlucci (Andrea Zogg) klärt den Mord an einem Kindermädchen auf und kommt dabei einem internationalen Chemiewaffenhandel auf die Spur.

## Handlung
Der Pharma-Industriellensohn Hermann Egner lebt mit seiner Frau Marion und seiner kleinen Tochter Laura in der Villa seiner Eltern Alfons und Helen, die noch immer Eigner des Familienbetriebs und der Villa sind. Der Vater hält nicht viel von seinem Sohn und entlässt ihn, da dieser Geld aus dem elterlichen Unternehmen unterschlagen und auch sonst keine Fähigkeiten als Geschäftsmann habe. Eines Tages findet Helen heraus, dass ihr Sohn ein heimliches Verhältnis mit dem Kindermädchen seiner Tochter, Barbara Zumbühl, hat, sie beschwört ihren Sohn, ihre Schwiegertochter Marion nicht länger zu betrügen, doch Hermann lässt sich von seiner Mutter nichts sagen. Barbara ist von ihm schwanger, doch er weigert sich, seine Frau für sie zu verlassen. Barbara überredet Hermann dazu, mit ihr gemeinsam in die Firma seiner Eltern zu fahren und dort Beweise für schmutzige Geschäfte seiner Eltern zu sammeln. Am nächsten Morgen findet Laura ihr Kindermädchen tot auf dem Anwesen der Familie auf. Carlucci und sein neuer Assistent Gertsch werden mit dem Fall betraut und erfahren von ihrem Vorgesetzten, dass es sich bei Alfons Egner um einen ehemaligen Nationalrat und bei seiner Frau Helen um eine Adlige handelt, die beiden verfügen über grossen Einfluss. In der Gerichtsmedizin erfahren die Beamten, dass Barbara bewusstlos geschlagen und später erwürgt wurde, Barbara war offensichtlich heroinabhängig. Helen sagt aus, dass sie von der Vergangenheit Barbaras wusste und sie nach einer Entziehungskur eingestellt hatte, um ihr zu helfen. Ihr Mann sei abends noch kurz in der Firma gewesen, ansonsten sei er wie ihr Sohn zu Hause gewesen, die Schwiegertochter sei im Kino gewesen.
Alfons behauptet, mit seinem Stellvertreter und Neffen Charles Hottinger bis 21 Uhr in der Firma gearbeitet zu haben, obwohl er laut einer Frau eine Stunde zuvor zu Hause war. Auf Vorhalt von Carlucci bezüglich des Endes der von Marion besuchten Kinovorstellung behaupten Hottinger und Marion, den weiteren Abend gemeinsam verbracht zu haben. Alfons stellt seinen Sohn zur Rede, als er von seiner Frau von dem Verhältnis seines Sohnes zu Barbara erfährt, dieser entgegnet, dass Marion doch auch mit Hottinger ins Bett gehe, zudem wisse er von den schmutzigen Machenschaften seines Vaters und lasse sich daher nicht von diesem verurteilen. Carlucci und Gertsch erfahren, dass zwischen den Schlägen und dem Erwürgen Barbaras einige Zeit gelegen haben muss, zudem war sie nicht clean und auch noch im zweiten Monat schwanger. Marion streitet gegenüber Carlucci ab, dass ihr Mann ein Verhältnis mit Barbara gehabt haben könnte, auch Hermann streitet ein Verhältnis ab, später beschuldigt Hermann seine Ehefrau, Barbara ermordet zu haben. Weil Alfons nach dem Streit mit seinem Sohn einen Herzinfarkt erlitten hat, hat Hermann nunmehr die kommissarische Geschäftsführung inne, gemeinsam mit seiner Frau Marion versucht er, hinter die illegalen Geschäfte seines Vaters und Hottingers zu kommen. Carlucci sucht Hermann auf und hält ihm vor, dass sein Feuerzeug bei seinem ersten Besuch im Haus im Zimmer von Barbara gelegen hatte, Hermann gibt schliesslich ein Verhältnis mit Barbara zu, mit ihrem Tod habe er nichts zu tun.
Unterdessen stellt sich heraus, dass Hermann tatsächlich der Vater von Barbaras ungeborenem Kind war, Marion sucht später Carlucci auf und behauptet, dass sie von Hottinger nichts über das neue Medikament erfahren konnte, aber auch spüre, dass etwas damit nicht stimmt. Weiterhin gesteht sie Carlucci, dass ihr Alibi von Hottinger falsch ist, er hat es ihr aufgezwungen. Sie nennt Carlucci den Namen des deutschen Kunden für das Medikament und verspricht ihm, sich weiter in der Firma umzusehen, Carlucci beginnt, ihr zu vertrauen. Am nächsten Tag trifft sich Hottinger mit seinem deutschen Geschäftspartner Wendt, Hottinger will aufgrund der Ermittlungen zunächst nicht weitermachen, doch Wendt besteht auf Lieferung, auch müsse Hottinger Marion im Griff haben, sonst würden sich andere um «das Problem kümmern». Während Carlucci Hottinger aufsucht, der bei seinem Alibi bleibt, nimmt Gertsch auf Anordnung Stettlers Marion fest, in deren Zimmer Barbaras Tagebuch gefunden wurde, in der diese beschreibt, von Marion häufig bedroht und beschimpft worden zu sein, Marion beteuert, nicht zu wissen, wie das Tagebuch in ihr Zimmer komme. Carlucci erwirkt schliesslich ihre Freilassung, Marion erzählt Carlucci, dass sie Hermann und Barbara in die Firma gefolgt sei, Barbara war nach einiger Zeit Hermann ins Gebäude gefolgt, später habe sie einen Schrei Barbaras gehört. Sie ist sich sicher, dass ihre Schwiegermutter Barbaras Tagebuch bei ihr im Zimmer platziert habe, um ihr den Mord anzuhängen. Vom BKA aus Deutschland erfährt Carlucci später, dass die deutsche Firma Wendts nicht mehr existiert, sie ist wegen des illegalen Handels mit Chemiewaffen geschlossen worden. Carlucci und Marion, in die er sich mittlerweile verliebt hat, gelingt es, ins Computersystem der Firma ihrer Schwiegereltern zu gelangen und die Lieferungen und Kontobewegungen herauszufinden. Als Marion später in der Firma Flaschen mit angeblicher Medizin untersuchen möchte, wird sie von Hottinger daran gehindert, in den Flaschen sollen lediglich Pestizide sein.
Carlucci hat im Verlauf der Nacht durch ein Auswerten der erbeuteten Daten herausgefunden, dass das angeblich harmlose Medikament für wesentlich mehr Geld ins Ausland verkauft wird, er wittert einen illegalen Deal mit Anthrax, Stettler kann ihn nicht davon abbringen, der Spur nachzugehen. Carlucci sucht Marion auf, doch diese behauptet plötzlich im Beisein ihrer Schwiegermutter, dass alles mit rechten Dingen zuginge. Carlucci sucht Hermann auf, von diesem erfährt er schliesslich von dem Anthrax, doch Carluccis Vorgesetzte machen keinerlei Anstalten, den Deal zu verhindern, auch Gertsch beschwört Carlucci, sich nicht Marion wegen in die Sache zu verrennen. Abends sucht Carlucci Hottinger und Wendt auf und sagt ihnen auf den Kopf zu, dass er von dem Deal weiss, Wendt gibt sich unbeeindruckt, Hottinger behauptet jedoch plötzlich, zum Deal gezwungen worden zu sein. Wendt zieht daraufhin eine Waffe und nimmt Hottinger und Carlucci als Geiseln. Als Hottinger auspacken will, schiesst Wendt ihn nieder, Carlucci kann Wendt überwältigen und anketten, Wendt deutet an, dass sein Komplize Künzli Laura, die von Hottinger aus dem Kindergarten abgeholt wurde, in seiner Gewalt habe, Künzli habe auch Barbara umgebracht, als sie einen Annäherungsversuch Künzlis am Abend in der Fabrik abgewehrt habe. Künzli versucht, mit dem Kind zu fliehen, Carlucci verfolgt diesen und redet auf Künzli ein, Künzli gibt zu, Barbara gestossen zu haben, so dass sie fiel. Als Gertsch hinzukommt, um Künzlis Flucht mit dem Kind zu verhindern, taucht auch Marion auf und erschiesst den Geiselnehmer ihrer Tochter. Am nächsten Morgen teilen Helen und ihr genesener Mann Alfons Carlucci triumphierend mit, dass sie von nichts gewusst hätten und ihnen nichts nachzuweisen sei, auch Hottinger würden sie helfen, aus der Sache herauszukommen. Carlucci sucht Marion auf, er spricht sie darauf an, dass sie in der Fabrik gewesen sei und gesehen habe, wie Künzel Barbara gestossen habe. Marion gesteht schliesslich, Barbara erwürgt zu haben.

## Hintergrund
Für Detektivwachtmeister Reto Carlucci (Andrea Zogg), ist es der zweite und letzte Fall als Hauptermittler, nachdem er in der Folge Howalds Fall der Assistent von Walter Howald (Mathias Gnädinger) war. Erstmals spielt der Assistent Markus Gertsch (Ernst C. Sigrist) mit, der an der Seite von Carluccis Nachfolger von Burg noch zehn Jahre im Tatort zu sehen war.
Die Erstausstrahlung von Marion erfolgte am 11. Oktober 1992, der Film wurde in Bern und Umgebung gedreht.

### Kritik
Die Kritiker der Fernsehzeitschrift TV Spielfilm beurteilen diesen Tatort nur mittelmässig.